# Boursin
El boursin és la marca comercial d'una pasta per a untar creada el 1957 per François Boursin que fou comercialitzada industrialment a partir de 1963 per la formatgeria Boursin a Croisy-sur-Eure (Eure).
La seva base és de formatge de vaca pasteuritzada, amb pasta fresca salada i s'hi afegeix una barreja d'all i fines herbes. Conté un 40% de matèria grassa i té un pes mitjà de 150 grams. Es presenta amb forma cilíndrica.
El 1990 la marca Boursin va passar al grup Unilever. Aquest darrer va anunciar la venda de la companyia el 2007, que va passar al grup Bel.
La fàbrica actual se situa a Croisy-sur-Eure al costat de Pacy-sur-Eure. La marca va realitzar una xifra de vendes de 100M€ el 2006.

## Altres untables, als Països Catalans
A França no es ven ni és coneguda la marca Philadelphia, sent l'untable més similar una marca francesa anomenada Saint-Moret. En canvi, sí que és coneguda la marca Boursin, que no és gens popular o directament no es comercialitza en altres llocs, com als Països Catalans, per exemple.
Altres marques d'aliments untables de base de formatge conegudes i utilitzades als Països Catalans són l'esmentat formatge Philadelphia o, també del grup francès Bel, Kiri i La vache qui rit.